# Mazères-Lezons
Mazères-Lezons (okzitanisch: Masèras e Leson) ist eine französische Gemeinde mit 1.831 Einwohnern (Stand: 1. Januar 2022) im Département Pyrénées-Atlantiques in der Region Nouvelle-Aquitaine. Die Gemeinde gehört zum Arrondissement Pau und zum Kanton Pau-3. Die Einwohner werden Mazérois genannt.

## Geografie
Mazères-Lezons liegt in der historischen Provinz Béarn am Fluss Gave de Pau. Der Ort gehört zum Weinbaugebiet Béarn. Umgeben wird Mazères-Lezons von den Nachbargemeinden Bizanos im Norden und Nordosten, Aressy im Osten, Uzos im Süden und Südosten sowie Gelos im Westen und Nordwesten.

## Geschichte
1842 wurden die Gemeinden Mazères und Lezons vereinigt.

### Bevölkerungsentwicklung
| 1962                      | 1968 | 1975 | 1982 | 1990 | 1999 | 2006 | 2012 |
| ------------------------- | ---- | ---- | ---- | ---- | ---- | ---- | ---- |
| 565                       | 601  | 1050 | 1568 | 2079 | 2143 | 2026 | 1908 |
| Quelle: Cassini und INSEE |      |      |      |      |      |      |      |

## Sehenswürdigkeiten
- Kirche Saint-Barthélemy, Mitte des 19. Jahrhunderts erbaut

## Weinbau
Der Ort gehört zum Weinbaugebiet Béarn.